# Ночная смена (Губка Боб Квадратные Штаны)
«Ночная смена» (англ. Graveyard Shift) — 36-я серия американского мультсериала «Губка Боб Квадратные Штаны». Данный эпизод был создан в 2001 году и показан 6 сентября 2002 года на телеканале «Nickelodeon» в США.

## Сюжет
Однажды вечером работники «Красти Краба» готовились к своему закрытию в 8 часов вечера. Однако клиент Том подходит к двери и хочет сделать заказ. Сквидвард самодовольно сообщает ему, что они закрыты, на что клиент угрожает потратить деньги в другом месте. Обнаружив потенциал ночных клиентов, мистер Крабс разрывает на части табличку «Закрыто» и, вопреки желанию Сквидварда, объявляет, что ресторан теперь открыт 24 часа в сутки. Затем Крабс быстро оставляет своих сотрудников, в то время как Губка Боб вне себя от радости от этой задумки, но при выносе мусора он проявляет некоторую тревогу по отношению к темноте снаружи. Кинув мусор в контейнер, он резко возвращается и называет это лёгкой задачей.
Сквидвард, чувствуя страх Губки Боба, рассказывает ему страшную историю о Гарри Рубленое Мясо — неуклюжем шеф-поваре «Красти Краба» из прошлых лет, который случайно отрубил себе руку и заменил её ржавой лопаткой. Из-за того, что его сбил автобус, а после кремировали, ужасный призрак возвращается каждый вторник вечером, чтобы отомстить всем, кто находится в ресторане. Сквидвард продолжает объяснять три признака возвращения призрака: мерцание света, звонок телефона — но говорить никто не будет — и прибытие автобуса, который сбил повара. Затем Сквидвард смеётся над испуганными криками Губки Боба, но, когда крики не прекращаются, раздражённый Сквидвард говорит Губке Бобу, что он пошутил и эта история не соответствует действительности.
Вскоре наступает 3 часа ночи, ресторан полностью лишён посетителей, Сквидвард читает книгу, а Боб занимается мытьём потолка. Внезапно свет начинает мерцать, но Сквидвард думает, что Губка Боб делает это в попытке напугать его. Поняв, что никто не трогает выключатель света, Сквидвард обвиняет неисправную электрическую проводку, поскольку ресторан не был предназначен для работы 24 часа в сутки. В следующий момент звонит телефон, но на другой линии никто не отвечает. На этот раз Боб думает, что Сквидвард пытается напугать его, но последний отрицает это и становится ещё более нервным, поскольку это два из трёх знаков, которые предположительно сигнализируют о прибытии Гарри Рубленое Мясо. Пытаясь вспомнить третий признак (после исключения обычной зелёной тины, которая сочится из стен ресторана), неожиданно ночью автобус подъезжает к «Красти Крабу». Его единственный вышедший пассажир — покрытая тенью фигура с красными глазами и лопаткой в руке. Опасаясь, что это Гарри Рубленое Мясо, Сквидвард впадает в панику, хотя Губка Боб считает, что это «переодетый Сквидвард». Когда фигура приближается к ресторану, Сквидвард указывает на две очевидные проблемы, которые делают теорию Губки Боба неправильной: его ненависть к нему и то, что он стоит рядом с Бобом. После испуганные Губка Боб и Сквидвард говорят свои последние слова, когда фигура приближается к прилавку, но когда она выходит на свет, то оказывается, что это обычный парень со своей личной лопаткой. Он пришёл устраиваться на работу и говорит, что это он звонил по телефону, но не отвечал из-за волнения. Облегчённо вздохнув, Губка Боб спрашивает парня, есть ли у него какие-нибудь рекомендации, но Сквидвард перебивает их, так как этот поворот событий не объясняет мерцание света. В этот момент и выясняется, что виновник — вампир граф Орлок. Озорно улыбнувшись троице, он выключает свет.

## Роли
- Томас Кенни — Губка Боб Квадратные Штаны
- Билл Фагербакки — Патрик Стар
- Роджер Бампасс — Сквидвард Тентаклс
- Клэнси Браун — Юджин Крабс
- Ди Брэдли Бейкер — Ричард, Том, Гарольд
- Макс Шрек — граф Орлок (архивные кадры)

### Роли дублировали
- Сергей Балабанов — Губка Боб Квадратные Штаны
- Юрий Маляров — Патрик Стар
- Иван Агапов — Сквидвард Тентаклс
- Александр Хотченков — Юджин Крабс
- Юрий Меншагин — Том, Гарольд
- Вячеслав Баранов — Ричард

## Производство
Серия «Ночная смена» была написана мистером Лоуренсом, Джеем Лендером и Дэном Повенмайром; Шон Демпси взял роль анимационного режиссёра. Впервые данная серия была показана 6 сентября 2002 года в США на телеканале «Nickelodeon».
Сценарист Джей Лендер предложил появление Орлока из фильма 1922 года «Носферату. Симфония ужаса» в конце серии, и Стивен Хилленберг, создатель мультсериала, с радостью принял предложение. Затем Лендер искал книги со сканированными изображениями вампира. Однако изображение, использованное в этом эпизоде, было взято из Интернета. Ник Дженнингс сфотографировал улыбку графа, чтобы убедиться, что она соответствует рисунку на раскадровке Лендера. Он сказал: «Это был мой ребёнок, и я держал его за руку, пока мы не отправили его за границу (в корейскую анимационную студию „Rough Draft Studios“)». Перед задумкой о графе Орлоке Лендер планировал включить в конец серии «Половицу Гарри», где именно он играется со светом.
Серия «Ночная смена» была выпущена на DVD-диске «SpongeBob SquarePants: Nautical Nonsense and Sponge Buddies» 12 марта 2002 года. Она также вошла в состав DVD «SpongeBob SquarePants: The Complete 2nd Season», выпущенного 19 октября 2004 года, и «SpongeBob SquarePants: The First 100 Episodes», выпущенного 22 сентября 2009 года и состоящего из всех эпизодов с первого по пятый сезоны мультсериала. Позже серия вошла в DVD «SpongeBob SquarePants: 10 Happiest Moments», который вышел на прилавки магазинов 14 сентября 2010 года.

## Отзывы критиков
«Ночная смена» получила широкое признание среди поклонников мультсериала и критиков, часто цитируется как одна из лучших серий проекта. Эмили Эстим из «WeGotThisCovered.com» поставила серию на второе место в топе 10 серий «Губки Боба» и сказала: «Это ещё один страшный эпизод „Губки Боба“ и моя любимая серия. Я люблю „Ночную смену“ по множеству причин, но в основном потому, что она объединяет двух персонажей мультсериала с лучшей комбинацией: Сквидварда и Губку Боба». В своём обзоре для «DVD Talk» Джейсон Бовберг похвалил серию за её «жуткую чудесность», сказав, что она напугала его дочь. Пол Мэвис из «DVD Talk» сказал: «Это одновременно и забавная, и страшная серия „Губки Боба“, которую оценят взрослые. Я всегда получаю удовольствие, когда Роджер Бампасс, озвучивающий Сквидварда, становится тихим и манипулирующим при разговоре с Губкой Бобом». Также Пол похвалил камео Орлока, особенно когда создатели серии добавляют к лицу вампира глупую, легкомысленную улыбку.